# Santiago Martínez-Caro de la Concha-Castañeda
Santiago Martínez-Caro de la Concha-Castañeda (* 28. Januar 1957 in New York City) ist ein spanischer Diplomat. 

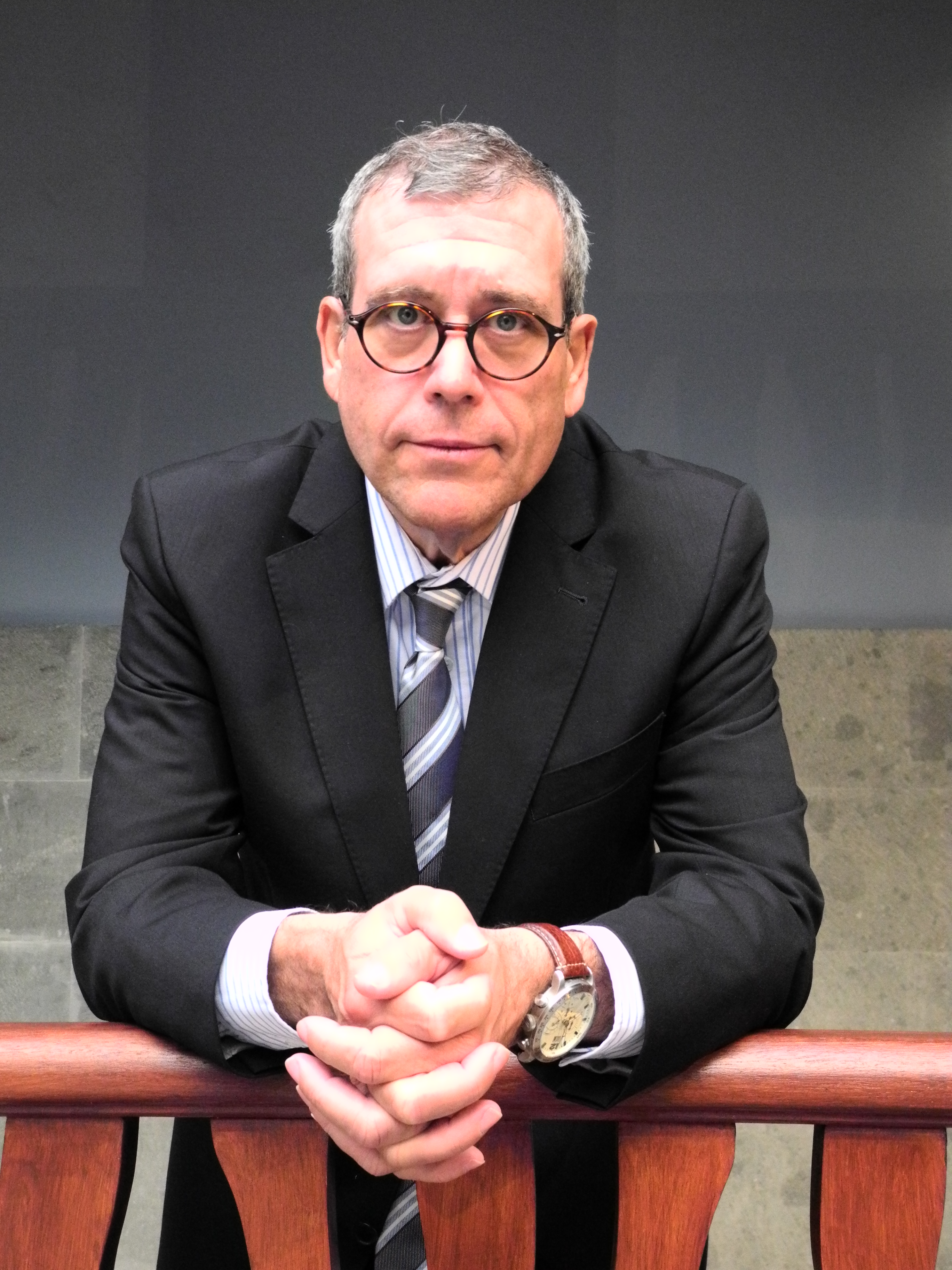
Santiago Martínez-Caro

## Leben
Santiago Martínez-Caro de la Concha-Castañeda ist der Sohn von Maria Dolores de la Concha-Castañeda y Ortiz-Repiso und Santiago Martínez Caro. Er heiratete 1984 Ana Aguado Blass und trat in den auswärtigen Dienst.
Er wurde an den Vertretungen in Kamerun, Peru und bei der Europäischen Gemeinschaft in Brüssel beschäftigt, ebenso wurde er in koordinierender Funktion der Verwaltung beschäftigt.
In der Botschaft in Rabat war er Botschaftsrat für Wirtschaft.
1998 wurde er Generalkonsul in Caracas.
Von 2003 bis 2004 leitete er die Abteilung Subsahara-Afrika im Außenministerium.
Er vertrat die spanische Regierung bei der Organización de Estados Iberoamericanos para la Educación, la Ciencia y la Cultura und bei Organismen der ibero-amerikanischen Entwicklungszusammenarbeit
Am 1. Oktober 2004 wurde er zum Botschafter in Harare, Simbabwe ernannt.
Am 26. September 2005 wurde er zum Botschafter bei den Regierungen in Lilongwe, Malawi und in Lusaka, Sambia mit Sitz in Harare ernannt.
| Vorgänger                         | Amt                                                                         | Nachfolger             |
| --------------------------------- | --------------------------------------------------------------------------- | ---------------------- |
| Francisco Javier Sandomingo Núñez | Spanischer Botschafter in Harare, Simbabwe 1. Oktober 2004–8. November 2008 | Pilar Fuertes Ferragut |